# 埃夫勒的讓娜
埃夫勒的讓娜（法語：Jeanne d'Évreux，1310年—1371年3月4日），法蘭西王后、納瓦拉王后，查理四世的第三任妻子。她的父親路易是查理四世的叔父，因此兩人是堂兄妹。

## 家庭
讓娜和查理四世於1324年結婚，兩人共有兩個女兒：
1. 瑪麗（1326年—1341年），早逝
2. 布朗歇（英语：Blanche of France, Duchess of Orléans）（1328年—1393年）